# Хлопцева, Елена Ивановна
Еле́на Ива́новна Хло́пцева (21 мая 1960, Минск, Белорусская ССР, СССР) — советская и белорусская гребчиха (академическая гребля), олимпийская чемпионка 1980 года, неоднократная чемпионка мира, многократная чемпионка СССР. Заслуженный мастер спорта СССР (1980).

## Биография
Закончила Белорусский ГИФК, выступала за «Спартак» Минск. В детстве занималась плаванием, уже в 12 лет была мастером спорта СССР.
В начале своей спортивной карьеры в гребном спорте, занималась у тренера Виктора Степановича Алешина — советского тренера, специалиста по парному веслу.
Елена Хлопцева выиграла золотую медаль в двойках парных с Ларисой Поповой на Олимпийских играх в Москве в 1980 году (золото Хлопцевой и Поповой было единственным для советских гребцов на Играх в Москве). Затем, спустя 12 лет, она стала бронзовой призёркой в четвёрках парных на Играх в Барселоне, выступая в Объединённой команде, составленной из спортсменов бывшего СССР (это была единственная медаль гребцов из Объединённой команды на той Олимпиаде).
Чемпионка мира 1981, 1982 и 1983 годов в четвёрках парных.
Награждена орденами «Знак Почёта» и Дружбы народов.

## Награды
- Почётная грамота Президента Российской Федерации (30 июля 2010) — за большой вклад в развитие сотрудничества с Российской Федерацией в области спорта[2]